# Franck Signorino
Franck Signorino (født 19. september 1981 i Paris, Frankrig) er en fransk fodboldspiller. Han har gennem karrieren repræsenteret blandt andet FC Nantes, Getafe og Reims.
Signorino spillede sin første ligakamp for Getafe i et opgør mod Villarreal CF den 16. december 2007.